# Núcleo Bernardelli
O Núcleo Bernardelli foi um grupo de pintores modernistas brasileiros. Foi fundado em 12 de junho de 1931, com o objetivo de criar uma alternativa para o ensino oficial da Escola Nacional de Belas Artes, enfatizando a liberdade de expressão artística. O nome do grupo foi escolhido em homenagem aos irmãos Rodolfo Bernardelli e Henrique Bernardelli, que também fundaram um curso independente no final do século XIX.

## História
Sua primeira sede foi no atelier fotográfico de Nicolas Alagemovitz, e depois passou a funcionar nos porões da ENBA até 1936, quando mudou-se para a Rua São José e depois para a Praça Tiradentes, n. 85, até dissolver-se em 1941.
O Núcleo buscou antes criar um espaço de convivência, estímulo mútuo e discussão livre do que reformar a linguagem da pintura, embora tenham sofrido influência do construtivismo de Cézanne, do Cubismo e do Impressionismo. Seus integrantes, dos quais muitos se notabilizaram no cenário artístico brasileiro, expuseram em cinco salões próprios entre 1932 e 1941.
O Museu de Arte do Rio (MAR) possui obras de artistas do Núcleo Bernardelli, entre eles Milton Dacosta (doação dos Fundos Kuckinsky e Fundo Bergamin),   Bruno Lechowsky (Fundo Gustavo Rebello), Eugenio Proença Sigaud, Braulio Poiava, Quirino Campofiorito e Joaquim Tenreiro (Fundo Z).

## Principais integrantes
- Ado Malagoli
- Bráulio Poiava
- Bustamante Sá
- Bruno Lechowski
- Edson Mota - seu primeiro presidente
- Eugênio de Proença Sigaud
- Expedito Camargo Freire
- Joaquim Tenreiro
- Manoel Santiago
- Quirino Campofiorito
- João José Rescála
- José Gomez Correia
- José Pancetti
- Milton Dacosta
- Manoel Santiago
- Yoshiya Takaoka
- Yuji Tamaki e outros